# 土谷尚嗣
土谷 尚嗣（つちや なおつぐ、英語: Nao Tauchiya）は日本の神経科学者。豪モナシュ大学教授。

## 概要
意識と物質のつながりを明らかにする研究を、実験・データ解析・理論を組み合わせて行っている。
主な研究テーマは、
1. 意識下・無意識下での行動効果と神経相関性
2. 意識と注意の神経基盤の差異と関係
3. 意識についての神経基盤を理解するための多チャンネル神経物理的データ分析
4. 意識についての理論、特にジュリオ・トノーニ(Guilio Tononi) による経験的な神経データを用いた意識の情報統合理論

である。

## 略歴
- 2000年 京都大学理学部生物学科卒業
- 2005年 カリフォルニア工科大学でPhDを取得 (指導教官: クリストフ・コッホ）
- 2005年 - 2010年 カリフォルニア工科大学でポスドク (指導教官: Ralph Adolphs)
- 2007年 - 2009年 日本学術振興会(JSPS, 海外学振) 特別研究員
- 2010年 - 現在 科学技術振興機構 さきがけ研究者（理研BS）, 客員研究員 (理研, カリフォルニア工科大学 生物学科, 国際電気通信基礎技術研究所)
- 2012年 - 現在 オーストラリアのモナシュ大学 (Monash University), School of Psychology and Psychiatry 准教授

## 受賞
- 2008年 ASSC ウィリアム・ジェームズ賞

## 主要な著作

### 単著
- 2021年　土谷尚嗣著　『クオリアはどこからくるのか？統合情報理論のその先へ』岩波科学ライブラリー（ISBN	9784000297080）

### 訳書
- 2006年  クリストフ・コッホ著 『意識の探求―神経科学からのアプローチ』 土谷尚嗣訳、金井良太訳、 岩波書店（上巻:ISBN 4000050532 下巻:ISBN 4000050540）

### 百科事典
- 2007年  Naotsugu Tsuchiya, Christof Koch, "Attention and Consciousness," Scholarpedia.